# Jersey Shore Family Vacation
Jersey Shore Family Vacation ist eine Reality-TV-Sendung, die auf MTV und auch VIVA ausgestrahlt wird und acht Amerikaner (mit zumeist italienischen Wurzeln) begleitet. Es ist die Weiterführung von der MTV Reality-TV-Sendung Jersey Shore. Die Kandidaten von Jersey Shore hatten sich geschworen, stets gemeinsam zu verreisen. 5 Jahre, 5 Kinder, 3 Ehen und unzählige Stylings später macht die Truppe endlich wieder gemeinsam Urlaub.
Am 28. Februar 2018 wurde vom Studio bereits vor der öffentlichen Veröffentlichung der 1. Staffel am 5. April 2018 eine 2. Staffel bestellt.
Die 2. Staffel begann am 23. August 2018. Der 2. Teil der 2. Staffel wurde erst ab dem 11. Juli 2019 ausgestrahlt und handelt zum größten Teil von Mike „The Situation“ Sorrentinos Gerichtsverhandlung.
Am 13. Dezember 2018 hat MTV eine 3. Staffel angefordert. Diese startete in Amerika ab 22. August 2019.
Eine 4. Staffel wurde am 25. Juni 2020 bestellt und wird seit dem 19. November 2020 in Amerika ausgestrahlt.

## Besetzung

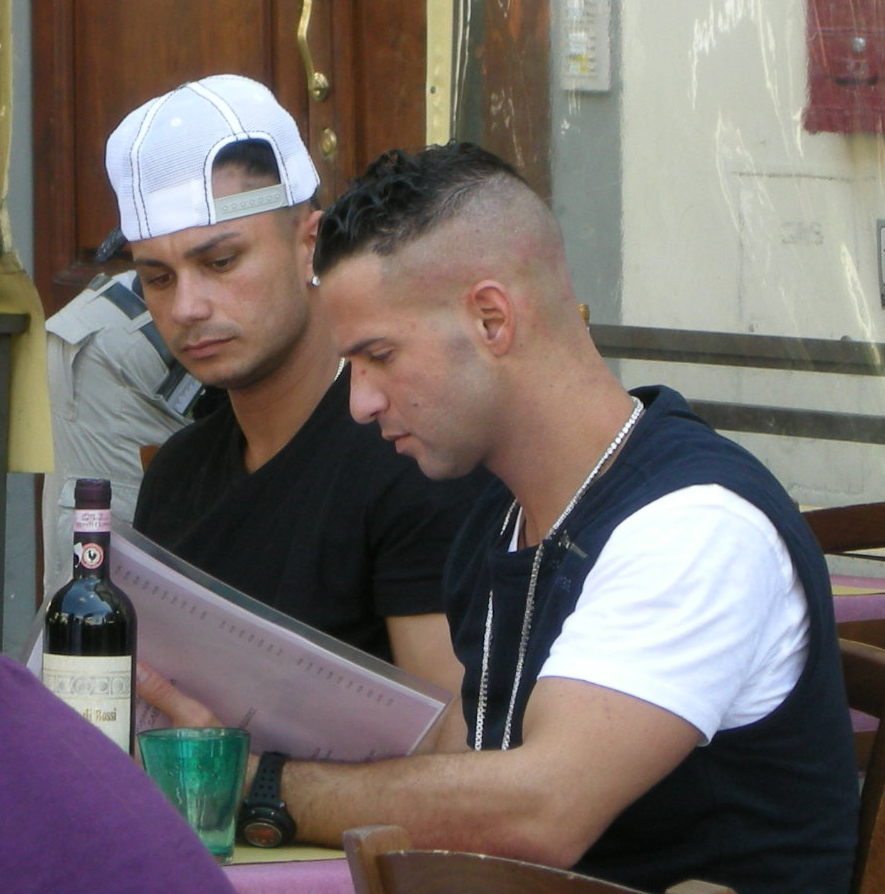
Jersey Shore in Florenz, Mai 2011

| Name                               | Staffeln | Alter a (Jahrgang) | Heimatstadt                                | Ethnie                         | Synchronsprecher   |
| ---------------------------------- | -------- | ------------------ | ------------------------------------------ | ------------------------------ | ------------------ |
| Jennifer „JWoww“ Farley            | 1–4      | 35 (1986)          | Franklin Square, New York                  | Irisch-Spanisch                | Anja Stadlober     |
| Michael „The Situation“ Sorrentino | 1–4      | 38 (1982)          | West New Brighton, Staten Island, New York | Italo-Amerikanisch             | Björn Schalla      |
| Nicole „Snooki“ Polizzi            | 1–3      | 33 (1987)          | Marlboro, New York                         | Italo-Chilenisch               | Nora Kunzendorf    |
| Paul „DJ Pauly D“ DelVecchio       | 1–4      | 40 (1980)          | Johnston, Rhode Island                     | Italo-Amerikanisch             | Julius Jellinek    |
| Ronaldo „Ronnie“ Ortiz-Magro, Jr.  | 1–4      | 35 (1985)          | Bronx, New York                            | Puerto Rico-Italo-Amerikanisch | Tobias Schmidt     |
| Vincent „Vinny“ Guadagnino         | 1–4      | 33 (1987)          | Staten Island, New York                    | Italo-Amerikanisch             | Thaddäus Meilinger |
| Deena Nicole Cortese               | 1–4      | 34 (1987)          | New Egypt, New Jersey                      | Italo-Amerikanisch             | Julia Kaufmann     |
| Angelina Pivarnick                 | 1–4      | 34 (1986)          | Staten Island, New York                    | Polnisch-Italo-Amerikanisch    | Nicole Hannak      |
| Christopher Buckner                | 1–4      | 32 (1989)          | Staten Island, New York                    | Italo-Amerikanisch             | Kaze Uzumaki       |